# Cis vitulus
Cis vitulus är en skalbaggsart som beskrevs av Mannerheim 1843. Cis vitulus ingår i släktet Cis och familjen trädsvampborrare. Inga underarter finns listade i Catalogue of Life.